# Len Goulden
Leonard Arthur Goulden, detto Len, (Londra, 16 agosto 1912 – 14 febbraio 1995) è stato un allenatore di calcio e calciatore inglese, di ruolo attaccante.

## Carriera

### Club
Ha sempre giocato nel campionato inglese.

### Nazionale
Tra il 1937 e il 1939 ha disputato 14 partite con la nazionale inglese.